# Jill Haworth
Valerie Jill Haworth (* 15. August 1945 in Hove, Sussex, England; † 3. Januar 2011 in New York City) war eine britische Schauspielerin.

## Leben
Jill Haworth wurde in England geboren. Ihr Vater war Textilunternehmer, ihre Mutter eine ausgebildete Balletttänzerin. Haworth erhielt in ihrer Jugend ebenfalls eine Ballettausbildung.
Haworth, zierlich und blond, drehte ihren ersten Film mit vierzehn Jahren; bald darauf war sie in der prestigeträchtigen Produktion von Otto Preminger, Exodus, zu sehen. In Stanley Kubricks Film Lolita (1962) hätte sie die Figur der Lolita spielen sollen, stand jedoch unter Vertrag bei Preminger, welcher nein sagte. Nach drei Filmen in Frankreich und weiteren Engagements bei Preminger gehörte sie 1966 zur Urbesetzung des Musicals Cabaret, wofür sie unter 200 Bewerberinnen ausgesucht wurde, zunächst jedoch sehr verhaltene Kritiken erhielt, die Rolle insgesamt jedoch fast zwei Jahre en suite spielte. Im Anschluss an diese Bühnenerfahrung, die ihre einzige Rolle am Broadway blieb, spielte sie in etlichen Horrorfilmen, bevor sie in zahlreichen Fernsehserien bis Ende der 1970er Jahre Gastrollen übernahm. Von da an war sie kaum noch zu sehen.
Haworth lebte ab Mitte der 1960er Jahre in Manhattan, New York. Sie starb am 3. Januar 2011 im Alter von 65 Jahren und wurde auf dem Kensico Friedhof in Valhalla (New York) beigesetzt.

## Filmografie (Auswahl)
- 1959: Die 39 Stufen (The 39 Steps)
- 1960: Dracula und seine Bräute (The Brides of Dracula)
- 1960: Exodus
- 1962: Der Graf mit der eisernen Faust (Les Mystères de Paris)
- 1963: Alles wegen diesen Frauen (À cause, à cause d'une femme)
- 1963: Der Kardinal (The Cardinal)
- 1965: Erster Sieg (In Harm's Way)
- 1965: Gauner gegen Gauner (The Rogues) (Fernsehserie, 1 Folge)
- 1965: Tausend Meilen Staub (Rawhide) (Fernsehserie, 1 Folge)
- 1965: Wettlauf mit dem Tod (Ru for Your Life) (Fernsehserie, 1 Folge)
- 1967: Der Golem lebt! (It!)
- 1969: Gänsehaut (The Haunted House of Horror)
- 1970: Kobra, übernehmen Sie (Mission: Impossible) (Fernsehserie, 1 Folge)
- 1971: Bonanza (Fernsehserie, Folge 12x20: Das Greenhorn aus London)
- 1972: Der Turm der lebenden Leichen (Tower of Evil)
- 1972: Unter Mordverdacht (Home for the Holidays) (Fernsehfilm)
- 1972/74: F.B.I. (The F.B.I.) (Fernsehserie, 2 Folgen)
- 1974: Das Labor des Grauens – The Freakmaker (The Mutations)
- 2001: Mergers & Acquisitions